# Norbert Böhlke

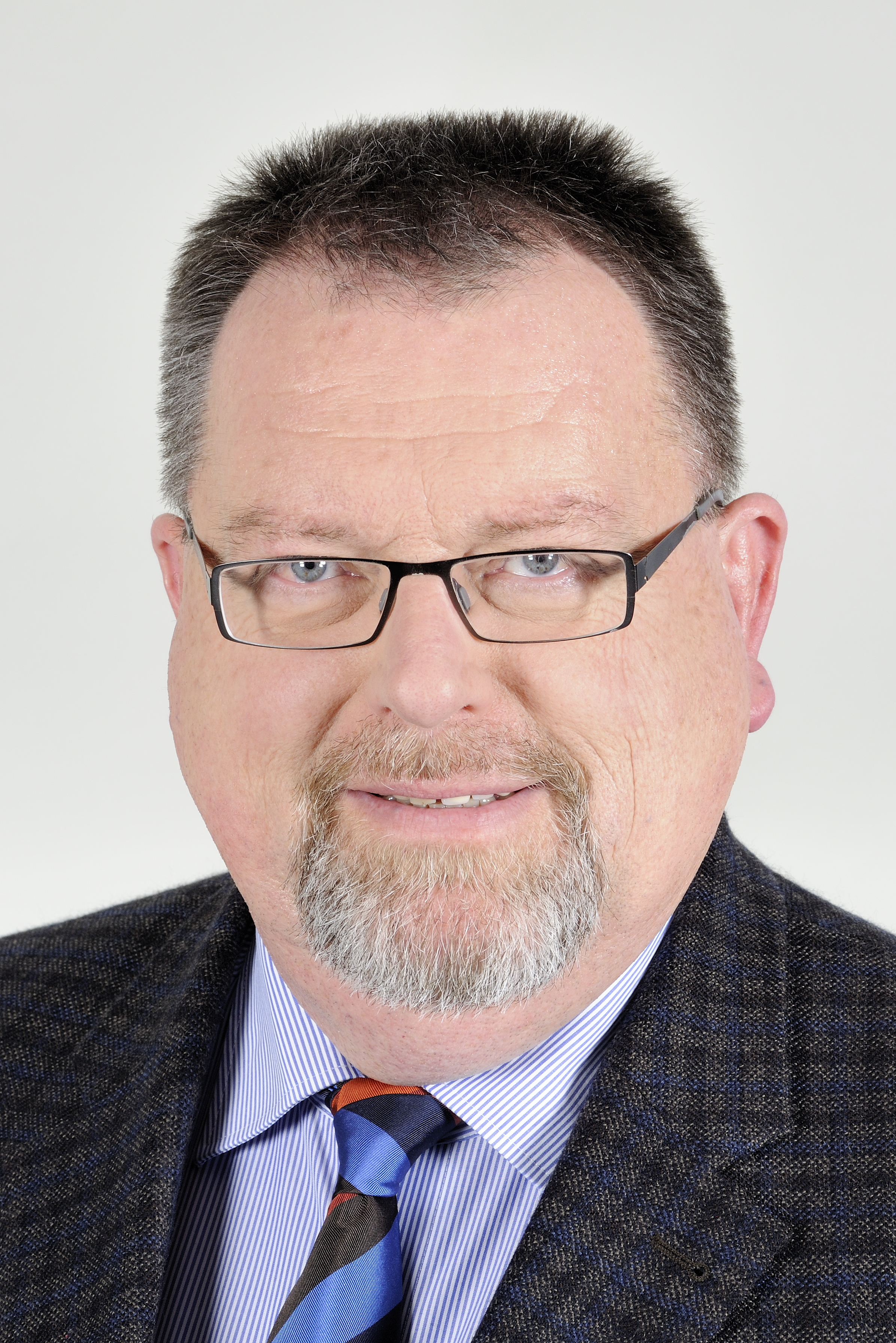
Norbert Böhlke (2013)

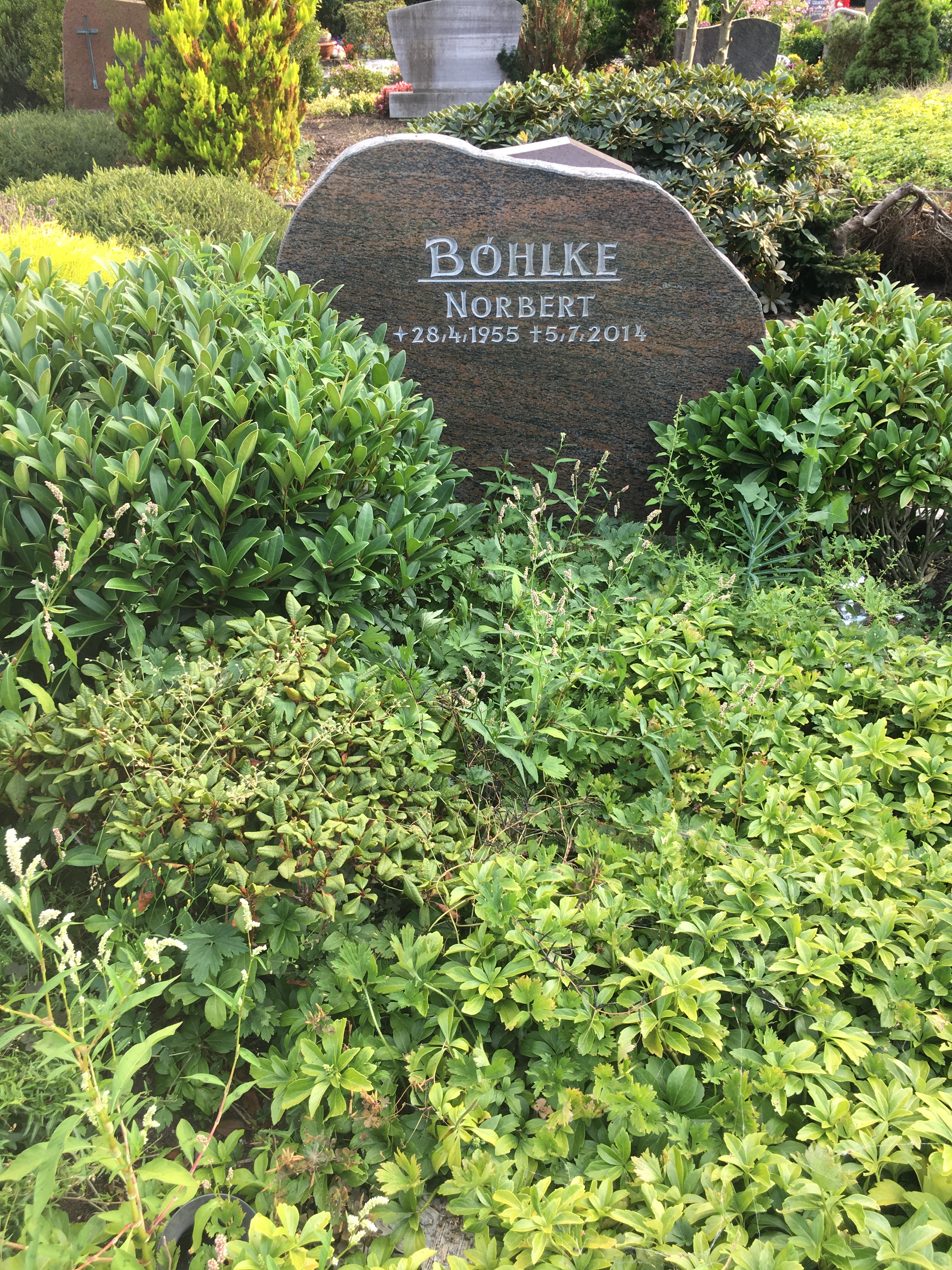
Grabstätte Norbert Böhlke

Norbert Böhlke (* 28. April 1955 in Hamburg; † 5. Juli 2014 ebenda) war ein deutscher Kaufmann und Betriebsrat sowie niedersächsischer Kommunal- und Landespolitiker (CDU). Von 1990 bis 1994 und von 2003 bis 2014 gehörte er dem Niedersächsischen Landtag an.

## Leben und Werdegang
Nach dem Abschluss der Handelsschule machte Böhlke eine Ausbildung zum Speditionskaufmann. Von 1977 bis 2011 war er Gesamtbetriebsrats- und Betriebsratsvorsitzender bei der Spedition Kühne + Nagel in Hamburg. Außerdem war er als ehrenamtlicher Landesarbeitsrichter tätig.
Böhlke war seit 1976 bis zu seinem Tod für die CDU im Ortsrat von Meckelfeld vertreten. Seit 1976 war er Ratsherr der Gemeinde Seevetal und Vorsitzender der CDU-Fraktion. Seit 1986 war er darüber hinaus Kreistagsabgeordneter im Landkreis Harburg und Erster Stellvertretender Landrat. Von 2001 bis 2003 war er der letzte ehrenamtliche Landrat des Landkreises Harburg. Mitglied des Landtages war er von 1990 bis 1994 und von 2003 bis zu seinem Tode. Für ihn rückte der ehemalige Innenminister Uwe Schünemann in den Landtag nach.
Er war verheiratet und hinterlässt zwei Söhne. Böhlke starb nach kurzer, schwerer Krankheit im Alter von 59 Jahren. Er wohnte zuletzt in Meckelfeld und wurde auf dem dortigen Friedhof beigesetzt.